# Neves Paulista
Neves Paulista is een gemeente in de Braziliaanse deelstaat São Paulo. De gemeente telt 9.114 inwoners (schatting 2009).

## Aangrenzende gemeenten
De gemeente grenst aan Bálsamo, José Bonifácio, Mirassol, Monte Aprazível en Nipoã.